# Rover 16
Rover 16 4-дверний сімейний автомобіль вищої групи середнього класу з кузовом лімузин, що випускався компанією Rover у 1937–1940 та у 1945–1948 роках. Був дальшим розвитком моделі Rover Speed 16

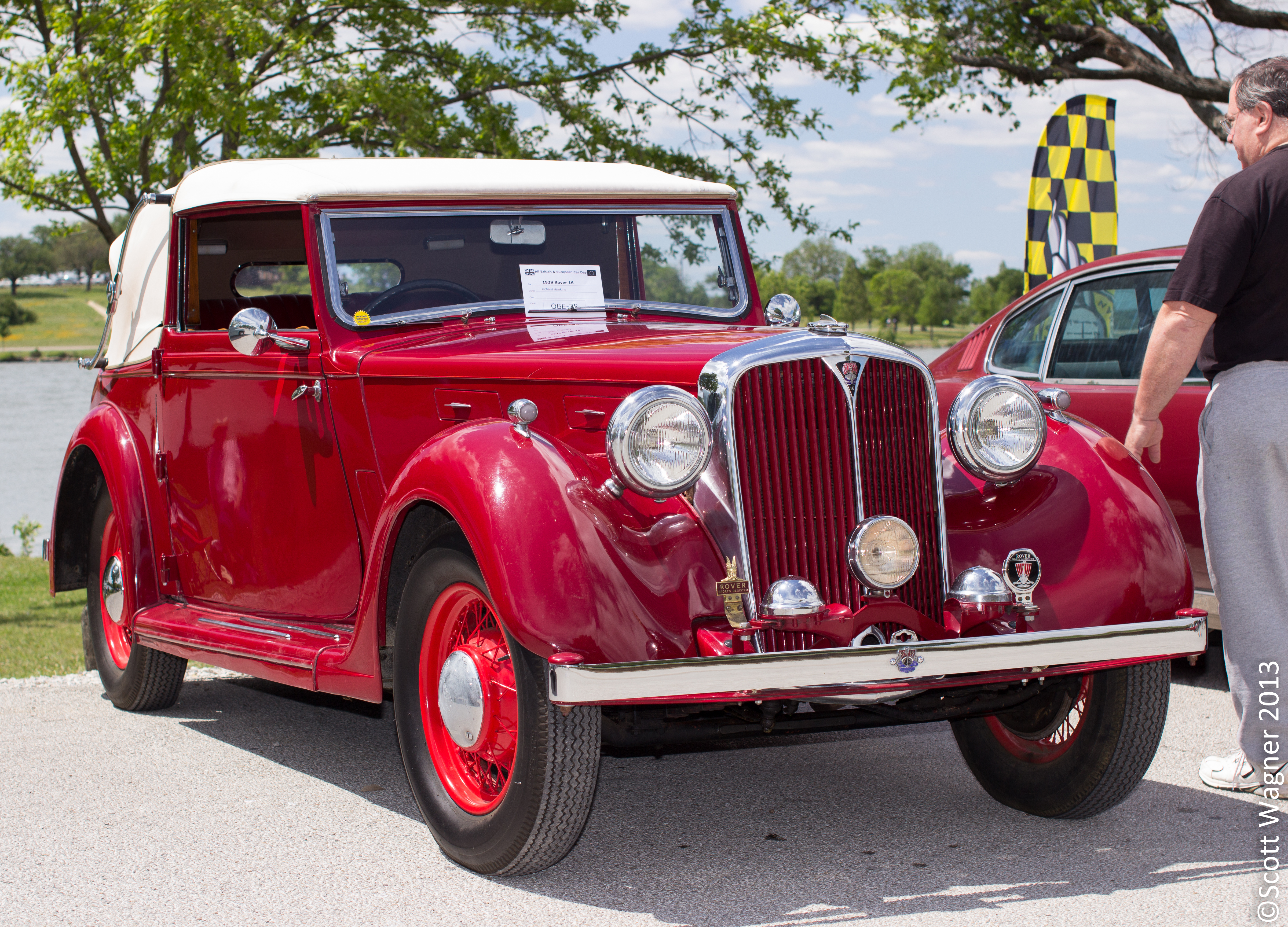
Rover 16. Кузов кабріолет. 1939

## Історія
Rover 16 по аналогії до моделей 10 і 12 даної компанії отримав кругле завершення багажника, 6-циліндровий мотор об'ємом 2147 см³, що дозволяв розвинути швидкість 124 км/год. На даному шасі випускали 2-дверний кабріолет. Також на його шасі випускали модель Rover 14 з мотором меншого об'єму. Виготовлення моделі припинили 1940 з вступом Великої Британії до Другої світової війни.
Після завершення війни з відновленням цивільного виробництва відновили виробництво Rover 16, яке припинили через 3 роки для випуску Rover P.